# 空軍大戦略 (ゲーム)
『空軍大戦略』(くうぐんだいせんりゃく)は、1994年にシステムソフトより発売されたPC-9801用のウォー・シミュレーションゲーム。航空戦をモチーフとしている。Windows版も発売されている。一日を昼・夜に分け、セミ・リアルタイムに進行する。単発マップモードとキャンペーンモードが有る。登場する機体は第二次世界大戦のものから現代のものまで、合計140種以上。

## 概要
最大で4陣営で戦われるマップを、航空機を駆使して攻略していく。勝利・敗北条件には、部隊に大きな被害を与える、建物に大きな被害を与える、一定の日時が経過する、同盟国の敗北、特定目標の壊滅など、様々なものが有る。

## ゲームの進行
ゲーム開始直後に、予め割り当てられた資源を用いて航空機の購入を行う。同時に、マップに存在する自陣営の工場を割り当てる事で、ゲーム開始後の追加生産も可能である（キャンペーンモードでは新型機の開発に割り当てることもできる）。続いて、生産した機体を用いて、部隊の編成を行う。戦闘機は24機、爆撃機は30機が1部隊となる。更に自陣営の空港に作成した部隊を配備し、対空砲とレーダーを配置して、ゲームの開始となる。
ゲームは昼と夜に分けられ、5分単位でセミ・リアルタイム進行となる。06:00時と18:00時に命令の発行が可能であるが、それ以外のゲーム進行中にも、ある程度、目標の設定や帰還指示などが行える。様々な機体、命令を駆使して、勝利条件を達成すれば、マップクリアとなる。期間内にクリア条件を達成せずともシナリオは侵攻する。
勝利条件としては敵の建造物を一定割合以上爆撃で破壊する、敵の航空機舞台を一定割合以上殲滅する、敵の航空燃料備蓄を0にしかつ精油所を全て破壊する、といったもの。またマップごとに設定された規定日時が経過しても決着が付かない場合は、どちらの勝利として扱われるかはマップによって異なる。

## 航空機
航空機は戦闘機、爆撃機に大別される。機体強度、生産コスト、登場年代、巡航速度、最大速度、燃料消費、上昇時間、運動性能、遂行可能任務、武装、故障率、高々度特性、夜間戦闘特性のパラメータを持つ。
武装は様々で、対戦闘機戦闘に特化し、小口径銃を装備した軽戦闘機や、大口径砲を装備して敵重爆撃機を一撃のもとに屠る迎撃戦闘機なども存在する。
なお、各航空隊は、パイロットの空戦技術を表現する錬度、及び疲労度のパラメータを持つ。

## 部隊の任務
各航空部隊には、以下の任務を設定する事ができる。命令時には離陸時刻もしくは到達時刻、経路の設定や行動範囲なども併せて設定可能である。下令は原則的に06:00時か18:00時に行うが、攻撃目標などは随時変更可能であり、疲弊した部隊を空港に戻す事もできる。
爆撃機部隊は建造物を攻撃する普通の「爆撃」のほか、機種によっては「高空爆撃」が行えるほか、敵レーダー基地や対空砲陣地を攻撃できる「低空爆撃」が行えるものもある。
戦闘機部隊は任意の空域の制空権を確保する「防衛」のほか、飛行場を守備する「迎撃」、爆撃機に追従する「護衛」、哨戒飛行などが行える。

## キャンペーンモード
連続したマップを戦い抜くモード。キャンペーンモードではおおよそ支那事変から第二次世界大戦終戦までの時代を背景とする。工場を生産だけではなく開発にも割り当て、新型機を投入することができる。また、航空部隊の錬度も次のマップに持ち越される。いわゆるifシナリオなども存在しており、マップに勝利し続ければ史実では敗戦した日本やドイツで勝利を収める事も可能。後述の通りプレイヤーの国選択の自由度も合わせて、相応のボリュームを持っている。PC-9801版では隠しコマンドでいくつかの隠し機体を登場させることができる。

## マップモード
こちらは単発のシナリオであるが、1994年時の現代航空戦を楽しめるマップも用意されている。

## キャンペーンのシナリオ
印度への道 (日本陸軍 難易度2)
中国から印度へ陸路侵攻する。主な敵はイギリス軍。
東方空戦録 (イギリス軍 難易度 1)
中国方面での戦闘。敵は日本軍。敵部隊の錬度が非常に高い。非常に短いシナリオである。
太平洋の覇者 (日本海軍 難易度 3)
台湾をはじめとした、太平洋での攻防。主な敵はアメリカ軍。後半に現れる敵のB-29は非常に強力であり、難易度は高い。
太平洋の勝利 (アメリカ軍 難易度 1.5)
太平洋でのアメリカシナリオ。敵は日本軍。序盤こそ敵部隊の高性能と高錬度に阻まれ難易度は高いが、終盤は圧倒的な工業力と最新鋭機の投入という要素がある。
ヨーロッパ (ドイツ軍 難易度 2)
ヨーロッパ戦線での戦い。敵はイギリス軍とアメリカ軍。工場が非常に多く、比較的ゆとりのあるプレイが可能である。
ヨーロッパ (イギリス軍 難易度 1.5)
ヨーロッパ戦線での戦い。イングランド島に陣取るイギリス軍と、フランスに陣取るドイツ軍という構図が色濃い。

## Windows版
PC-9801版と、ほぼ同じ内容である。ゲームウィンドウは640×480ピクセル、操作系も一般のWindowsアプリケーションとは異なり、ほぼPC-9801版を踏襲している。裏技の変更、バグフィクスおよび新たなバグの混入、BGMのMIDI化及び一部差し替え、などの相違点がある。
いくつかのサイトでダウンロード販売が行われている。
システムソフト・アルファー直販ダウンロード販売ページで販売されているソフトは、ライセンス管理ツール「Buddy Launcher」に対応させるために実行ファイルが更新されており、その際にレーダー・視界関係のバグが一掃された。その他のサイトで販売されているソフトはパッケージ版と内容は同じで、オンラインマニュアルが付属する。

## バグ
- 2種類以上の武装で爆撃機が攻撃された時、爆撃機が全く反撃を行わず、戦闘機側が無傷で戦闘が終わってしまう。
- 線地図モード時、レーダーの索敵範囲が正しく表示されない。
- 偶数のY座標に配置されたレーダーが機能しない(Windows版のみ)。
- キャンペーンモードの一部マップの分岐先などが誤っている(DOS版のみ)。

## 雑誌連載
角川書店のコンプティーク誌上において1994年4月号から10月号まで全7回連載。ゲームライターは猿1号、挿絵と一コマ漫画は吾妻ひでお。攻略記事中心だがヨーロッパ戦線ベースのストーリー仕立てで、吾妻のキャラクターデザインによるリディア・リトヴァクやハンス・ウルリッヒ・ルーデルが登場する。まったく関係のない風船おじさんや、吾妻が気に入っていた女王陛下のプティアンジェの主人公アンジェまで描かれている。